# 도리이 류조

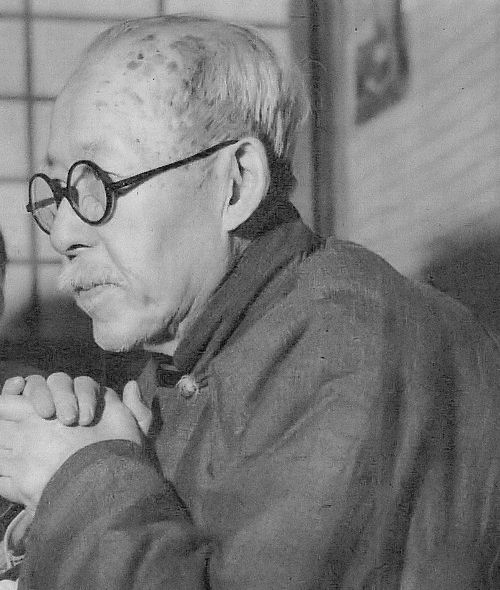
도리이 류조 (1952년)

도리이 류조(일본어: 鳥居 龍蔵, 1870년 5월 4일 ~ 1953년 1월 14일)는 일본의 고고학자, 인류학자, 민속학자이다.

## 활동
도리이 류조는, 25세부터 65세에 이르기까지 주로 동아시아를 수 차례 조사하였다. 이는, 그가 배운 인류학의 방법, 특히 스승으로 받들었던 쓰보이 쇼사부로(坪井正五郎)의 관찰을 위주로 하는 방법을 채택하였기 때문이다.
1895년, 그가 요동반도에 조사를 위해 가게 된 것은 우연이었다. 동경이과대학 지질학의 교원이었던 진보 코토라(神保小虎)가 아이누의 아는 사람을 조수로 하여 요동 반도에 지질학 조사를 위해 갈 예정이었으나, 그 아이누인이 갈 수 없게 되어 대신 가게 된 것이다. 이 때의 조사에서 도리이는 석목성(析木城) 부근의 고인돌을 발견하였고, 이것이 그가 해외 조사에 힘을 쏟게 된 계기가 되었다.
1896년, 동경 제국 대학은 청일 전쟁에서 얻은 일본의 새로운 식민지인 타이완(대만일치시기)의 조사를 의뢰하였는데, 인류학 조사 담당으로서 파견된 것이 도리이였다. 그는, 이 때에 처음으로 사진 촬영의 방법을 도입하였다. 특히 야미족(ヤミ族)에 대하여 공들여 관찰하였다. 체형의 측정과, 생활에 관련된 상세한 기록을 남겼다. 하지만, 한편으로는 관찰할 수 없는 야미족의 문화적 특징인 어업의 터부 등은 전혀 보고하지 않았다.
1899년, 대만 조사 도중에 북부 치시마(北千島)를 현장 조사하였고, 코로포쿠루(コロポックル) 논쟁에 결말을 짓게 되었다. 홋카이도에 있다고 여겨지는 코로포쿠루는 전설로서, 아이누 민족의 기원이 되었을 뿐이라는 것을 조사에 의해 실증한 것이다. 이는, 결과적으로 스승인 쓰보이 쇼사부로의 설을 뒤집는 것이 되었고, 쓰보이는 자신의 설을 확인하기 위해 제자를 파견하였다가 반대의 결과를 얻게 되었으나, 이를 받아들였다.
1902년, 도리이는 대만 조사의 성과를 살려 중국 서남부로 향했다. 이는 대만의 ‘번족(蕃族)’과 중국 서남의 야미족이 인류학상 밀접한 관계를 갖고 있을지에 대한 학술적인 요청에 의한 것이었다. 이는, 도리이에게는 학술적 요청에 의한 조사로서는 최초였다.
1906년에서 1907년까지는 만주와 몽고를 조사하였다.
1911년부터는 조선의 조사에 들어갔다. 한일병합 후, 조선총독부는 교과서 편수를 위해 자료를 수집하였고, 도리이에게는 ‘체질인류학·민속학·고고학 등 여러 방면에 걸친 조사’를 의뢰하였다. 도리이는, 인류학 뿐 아니라 석기·고분의 조사에도 적극적이었다. 그 즈음에는 고고학자 세키노 타다스(関野貞)와 주장이 달라 대립하기도 했다.
1919년, 도리이는 시베리아로 조사를 떠났다. 여기에서도 선주민을 조사하였으며, 아무르강 유역을 중심으로 상세하게 조사하였다.
1931년에는 6번째로 만주를 조사하였는데, 1931년 9월에 만주사변이 발생하여 불안해졌으나 오히려 적극적으로 성곽·고분류를 면밀하게 조사하였다.
1937년(67세)에는 외무성의 문화사절로서 남미에 파견되었다. 도리이는 조사에 열심이었고, 잉카 제국의 흥망에도 적극적으로 발언하였다.
1939년에는 베이징시의 연경대학에 초빙되었다. 이어 산동성의 현장조사를 계속하였다.
전쟁 후에는 일본에 돌아왔고, 귀중한 장서는 모두 무사했다. 귀국 후에는 생활이 곤궁하여 격려금을 받기도 했다.

## 평가
도리이는 최신의 기술을 적극적으로 도입한 연구자이기도 했다. 1896년의 대만 조사에서 처음으로 사진기를 사용하였다. 1904년의 오키나와 조사에서는 축음기를 도입하여 민요 등을 녹음하였다. 그는 민간의 연구자이기도 하여, 민간의 입장을 관철한 학자였다. 학력은 없었고, 그 때문인지 ‘관학’인 동경제국대학과의 대립은 뿌리가 깊었다. 1924년, 갑자기 동경제국대학의 조교수직을 사임하고 자택에 도리이 인류학연구소를 설립했을 때에는 큰 반향을 얻었다.
한편, 일본에 의한 식민지 정책에 가담하였다는 평가도 있다. 청일전쟁에 의해 할양된 직후에 요동반도와 대만의 조사에 들어갔고, 이후에도 1899년 홋카이도구토인보호법(北海道旧土人保護法) 책정 후의 치시마 조사, 1910년의 한일병합 후의 조선 조사, 1919년 시베리아 침략에 맞춘 시베리아 조사, 만주국 건설에 맞춘 만주 조사 등, 도리이의 조사는 일본 확장 정책에 따른 것이었다. 하지만, 이는 학구적 태도에 의한 것으로, 도리이가 일본의 식민지 정책에 적극적으로 가담한 것이 아니라, 오로지 조사에 열중한 결과 일본의 확장정책과 일치하였다는 평가도 있다.
도리이는 일본에 있어서 인류학의 개척자적 존재로서, 이만큼 동아시아를 샅샅이 뛰어다닌 학자는 없다. 도리이의 연구 자료의 근간이 된 것은 ‘일본인의 뿌리’이며, 그 연구는 인류학뿐 아니라 고고학·민속학·민족학에도 확대되어, 대상의 범위도 매우 넓었다. 그 때문에, 도리이는 후에 ‘종합 인류학자(総合人類学者)’로도 불린다. 동아시아 각지에 관찰학적으로는 이만큼 면밀한 조사가 없었기에, 그의 연구보고와 사진은 현재에도 1급 자료가 된다. 한편, 먀오족의 조사 보고서 이후로는, 민족지(民族誌)적표현에서 기행문적인 표현으로의 큰 변화를 보이고, 단시간에 많은 장소를 돌아다니기 위해 풍속과 습관의 내부에 있는 가치관을 찾기에 이르지 않고 깊이가 없다는 평가를 받았다.
도리이 류조가 수집한 자료의 대부분은 현재 도쿠시마 현립 도리이 기념박물관에 보관되고 있다.

## 주요 저서
- 《苗族調査報告(묘족조사보고)》, 1907년
- 《蒙古旅行(몽고여행)》, 1911년
- 《有史以前の日本(유사이전의 일본)》, 1918년
- 《有史以前の跡を尋ねて(유사이전의 자취를 찾아서)》, 1925년
- 《満蒙の調査(몽고의 조사)》, 1928년
- 《ある老学徒の手記(어느 노학도의 수기)》, 1953년
- 《鳥居龍蔵全集(도리이 류조 전집)》, 전12권. 아사히신문사, 1975년 ~ 1977년
- 《中国の少数民族地帯をゆく(중국의 소수민족지대를 가다)》아사히 선집 162, 1980년
- 《日本考古学選集(일본 고고학 선집)》 6·7　도리이류조집 상·하,　築地書館, 1974년

## 참고 문헌
- 山路勝彦, 《近代日本の海外学術調査(근대 일본의 해외학술조사)》（日本史リブレット64）, 山川出版社, 2006년, ISBN 4-634-54640-X
- 中薗英助, 《鳥居龍蔵伝―アジアを踏破した人類学者―(도리이 류조 전-아시아를 답파한 인류학자)》, 岩波書店, 1995년, ISBN 4-00-001519-2